# Bánh mì
Bánh mì là thực phẩm được chế biến từ bột mì hoặc từ ngũ cốc được nghiền ra trộn với nước, thường là bằng cách nướng. Trong suốt quá trình lịch sử, bánh mì đã được phổ biến trên toàn thế giới và là một trong những loại thực phẩm nhân tạo lâu đời nhất, đóng vai trò rất quan trọng kể từ lúc ban đầu của ngành nông nghiệp.
Có nhiều cách kết hợp và tỷ lệ của các loại bột và các nguyên liệu khác, và cũng có các công thức nấu ăn truyền thống khác nhau và phương thức để tạo ra bánh mì. Kết quả là có rất nhiều chủng loại, hình dạng, kích thước và kết cấu của bánh mì khác nhau.
Bánh mì có thể được lên men bằng nhiều quá trình khác nhau, từ việc sử dụng các vi sinh vật tự nhiên (ví dụ như trong bột chua sourdough) cho tới cách dùng phương pháp thông khí nhân tạo với áp lực cao trong quá trình chuẩn bị hoặc nướng. Tuy nhiên, một số sản phẩm bánh mì lại không để lên men, hoặc vì sở thích của người ăn, hoặc vì lý do truyền thống hay tôn giáo. Nhiều thành phần không phải ngũ cốc có thể được đưa vào bánh mì: từ trái cây và các loại hạt đến các chất béo khác nhau. Bánh mì thương mại nói riêng thường chứa các chất phụ gia, một số trong số chúng không có dinh dưỡng nhằm cải thiện hương vị, kết cấu, màu sắc, thời hạn sử dụng, hoặc để sản xuất dễ dàng hơn.
Tùy thuộc vào các phong tục tập quán địa phương, bánh mì có thể được ăn với các hình thức khác nhau tại bất kỳ bữa ăn nào trong ngày. Nó cũng được ăn như một món ăn nhẹ, hoặc sử dụng như một thành phần trong chế phẩm ẩm thực khác, chẳng hạn như các món chiên được bọc trong những lớp bánh mì để không bị dính, hoặc làm thành phần chính của một bánh mì pudding, dùng làm chất độn để chèn vào răng sâu, hoặc giữ lại nước trái cây để chúng đỡ mất đi bằng cách nhỏ giọt.

## Lịch sử

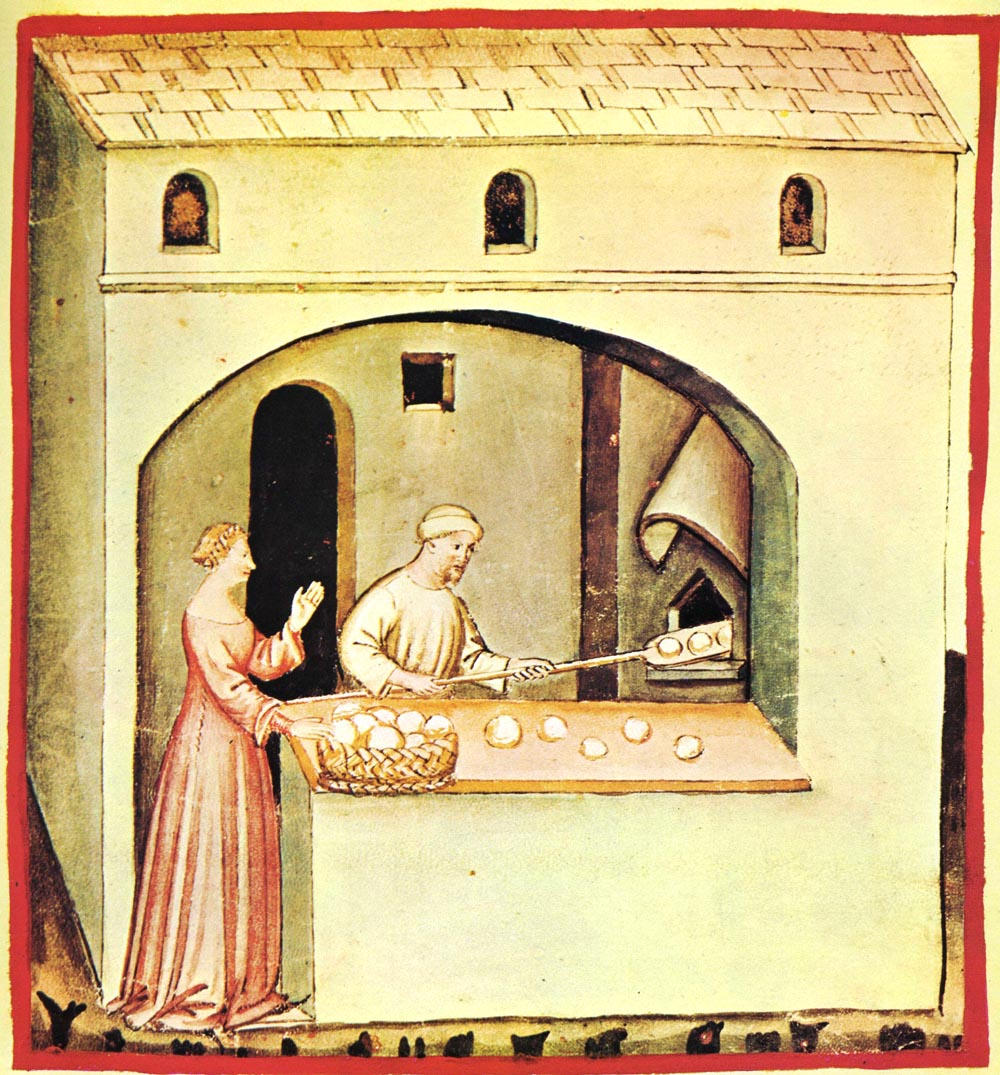
Cửa hàng bánh mì, Tacuinum Sanitatis ở miền Bắc Italy, thành lập từ thế kỷ 15

Bánh mì là một trong những thực phẩm được sản xuất lâu đời nhất. Bằng chứng từ 30.000 năm trước tại châu Âu cho thấy có một lượng tinh bột trên các hòn đá được sử dụng để cắt xẻ cây. Có thể là trong thời gian này, chiết xuất tinh bột từ rễ của các cây, như đuôi mèo và dương xỉ, đã được dán trên một tảng đá bằng phẳng, sau đó hòn đá được đặt trên một ngọn lửa và nấu thành một dạng bánh mì cắt lát nguyên thủy. Khoảng năm 10.000 TCN, với bình minh của Thời đại đồ đá mới và sự mở rộng của nông nghiệp, các loại ngũ cốc đã trở thành thành phần chính của bánh mì. Bào tử nấm men có mặt khắp nơi, kể cả trên bề mặt của cây lương thực, vì vậy bất kỳ bột mì nào để lâu sẽ được lên men tự nhiên.
Có nhiều nguồn sách vở cho thấy bánh mì thời gian đầu được lên men. Nấm men trong không khí có thể được dùng bằng cách để lại bột mì chưa nấu tiếp xúc với không khí một thời gian trước khi nấu. Pliny the Elder viết rằng người Gaul và Iberia sử dụng bọt từ bia để sản xuất "một loại bánh mì nhẹ hơn bánh mì của các dân tộc khác." Người thế giới cổ đại uống rượu vang thay bia đã sử dụng một hỗn hợp nước ép nho và bột mì đã được lên men, hoặc cám lúa mì để ngập trong rượu vang, như một nguồn cho nấm men. Cách lên men phổ biến nhất được dùng là giữ lại một phần bột từ ngày hôm trước để sử dụng như một sản phẩm lên men dùng làm mồi.
Năm 1961 quá trình làm bánh mì Chorleywood đã được phát triển, trong đó sử dụng các áp lực cơ khí lớn lên bột mì để làm giảm đáng kể thời gian lên men và thời gian thực hiện để tạo ra một ổ bánh mì. Quá trình này sử dụng quy trình trộn năng lượng cao cho phép sử dụng các hạt protein thấp hơn, hiện nay được sử dụng rộng rãi trên toàn thế giới trong các nhà máy lớn. Nhờ thế bánh mì có thể được sản xuất rất nhanh chóng và với chi phí thấp cho nhà sản xuất cũng như người tiêu dùng. Tuy nhiên, đã có một số chỉ trích của các hiệu ứng sản xuất này trên giá trị dinh dưỡng của bánh mì.
Gần đây, máy bánh mì trong nhà với việc tự động hóa quá trình làm bánh mì đã trở nên phổ biến.

## Trong y học
Người Ai Cập cổ đại sử dụng bánh mì bị mốc để điều trị nhiễm trùng sinh ra từ bụi bẩn trong các vết bỏng.

## Vai trò bánh mì trong tôn giáo

### Tôn giáo khởi nguồn từ Abraham
Trong suốt lễ hội Người Do Thái chẳng hạn như Lễ Vượt Qua, bánh mì chưa lên men (unleavened bread) được sử dụng chủ yếu, nhằm tưởng niệm cuộc đào thoát của nô lệ từ Ai Cập. Người Do Thái không có thời gian để lên men bánh mì, vì vậy họ chỉ ăn bánh mì chưa lên men (Matzoh).

### Chủ nghĩa ngoại giáo
Một số truyền thống của Wicca và Neo-Paganism sử dụng bánh mì như là một phần của các nghi lễ tôn giáo, kèm theo các biểu tượng khác nhau khi thực hiện.

## Các phong trào chống bánh mì
Tuy có nhiều người ăn bánh mì, nhưng một số nhà phê bình đã phủ nhận bánh mì hoàn toàn hay một số loại bánh mì mà họ cho rằng là thấp kém. Các chỉ trích tùy thuộc vào thời gian và địa điểm: bánh mì nguyên hạt bị coi là chưa tinh tế, và bánh mì trắng có xử lý không tốt cho sức khỏe; một số loại bánh mì làm tại nhà có thể mất vệ sinh và các xưởng làm bánh luôn cố pha trộn các công thức khác vào bánh mì và nhiều nữa. Amylophobia, nghĩa đen là "nỗi sợ tinh bột", là một phong trào vận động ở Hoa Kỳ trong suốt thập niên 1920 và 1930.
Ở Hoa Kỳ, doanh thu bánh mì giảm 11.3% trong 5 năm kết thúc vào khoảng 2013. Thống kê có thể phản ánh sự thay đổi các dạng thực phẩm mà người Mỹ lựa chọn để ăn, nhưng có vài xu hướng không rõ ràng vì có nhiều sự khác biệt giữa các thị trường đối với các dạng bánh mì khác nhau (dạng cuộn, bánh mì trắng, bánh mì nguyên).

## Thư viện hình

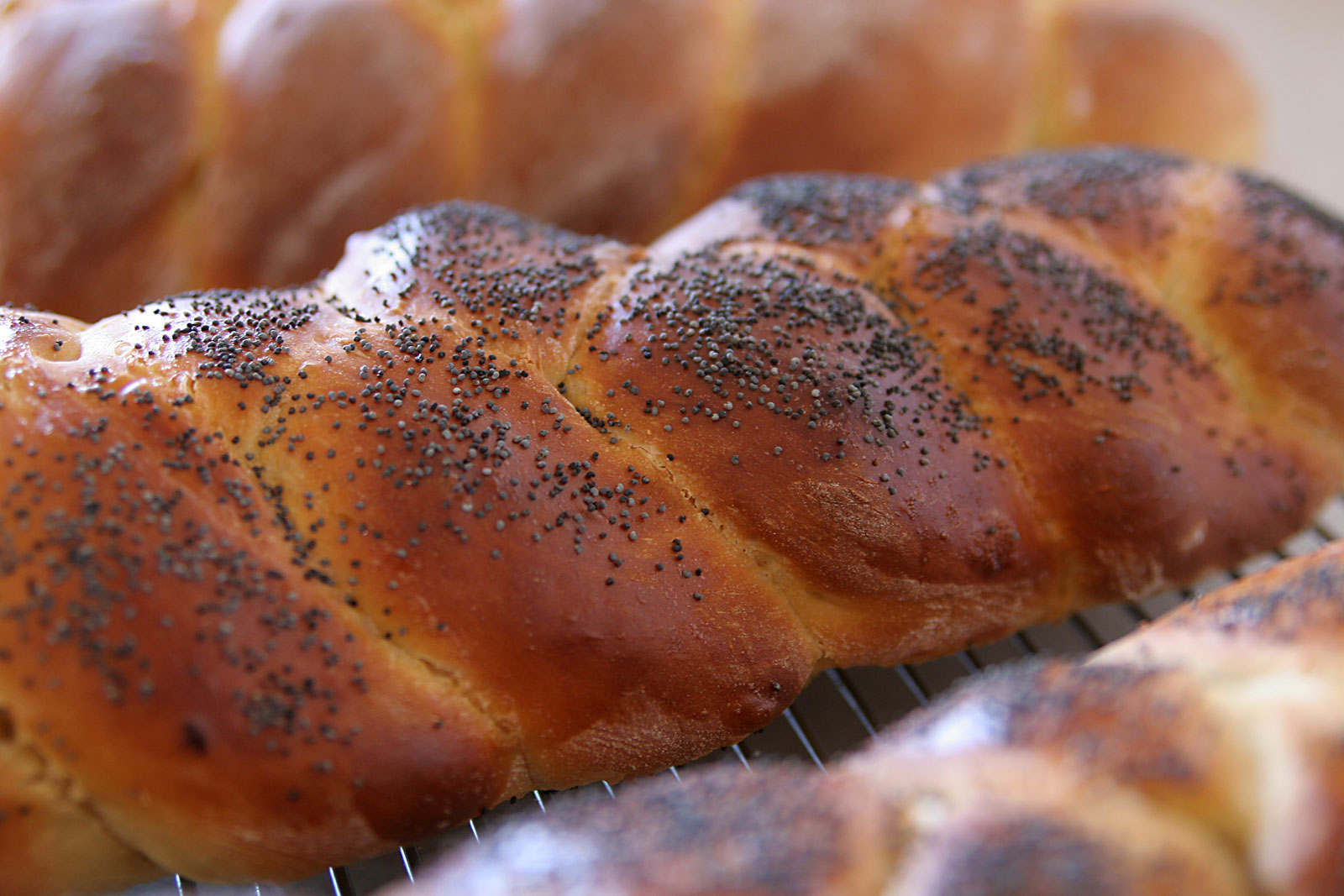
Bánh mì đường châu Âu (strucla)
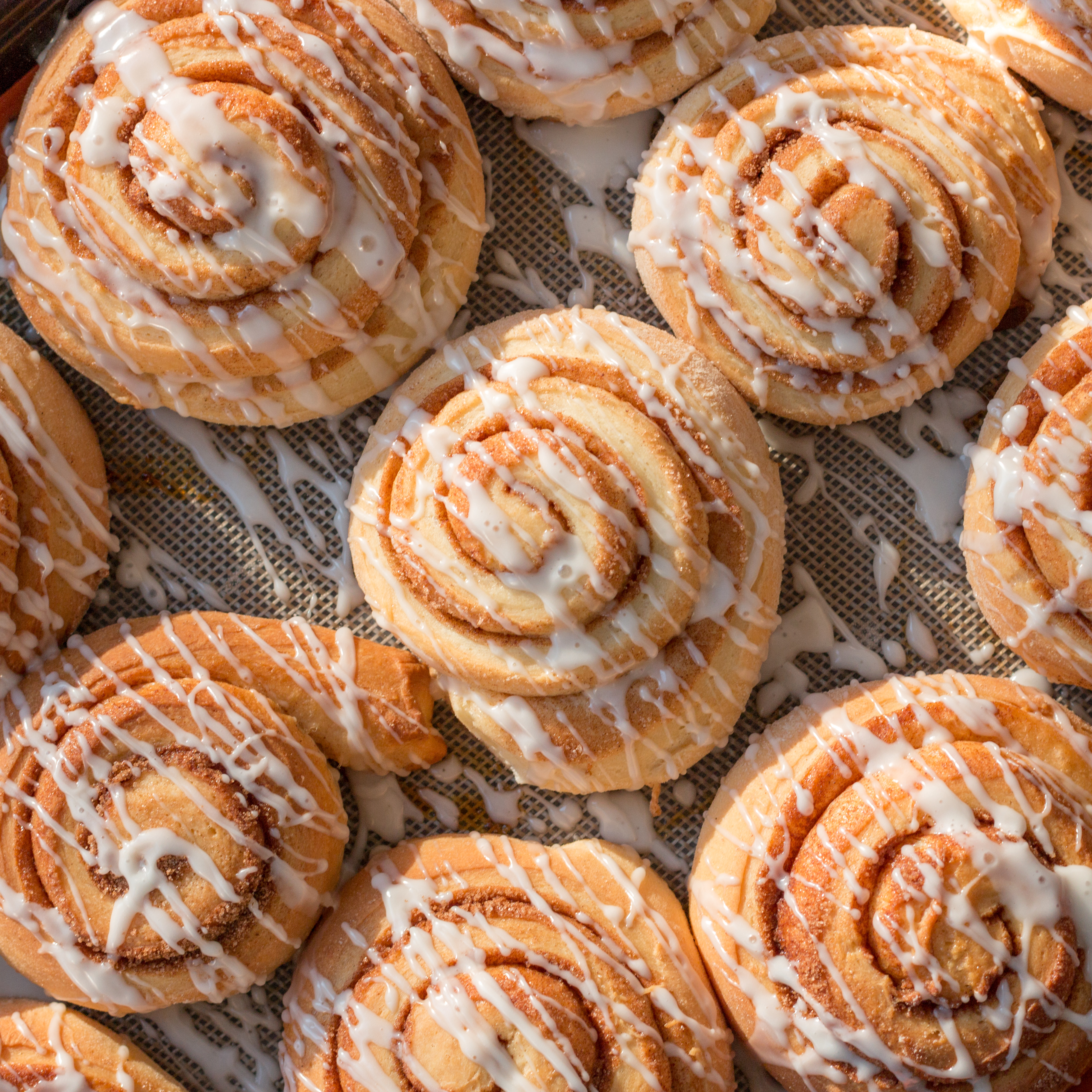
Bánh mì cuộn hương quế
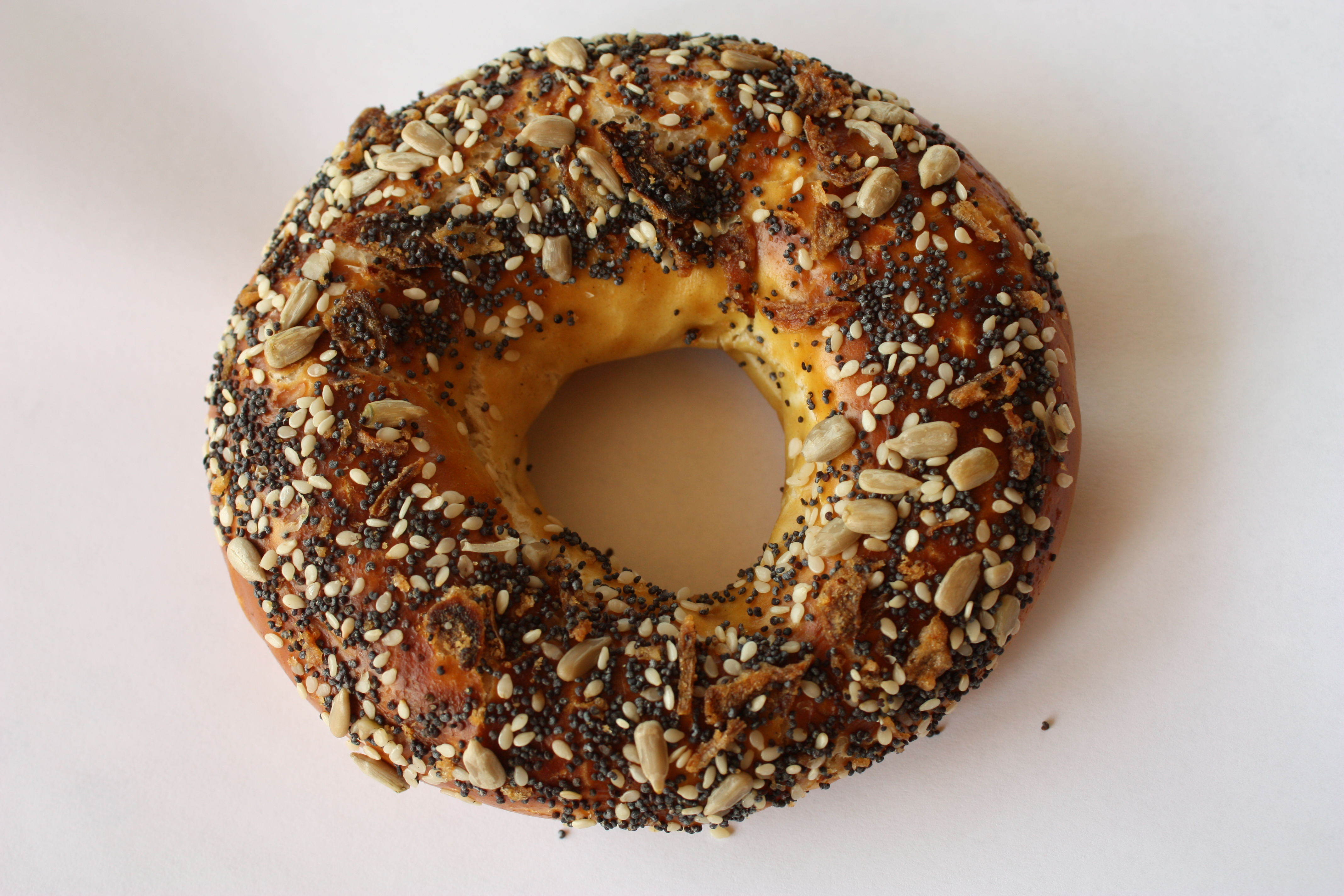
Bánh mì vòng
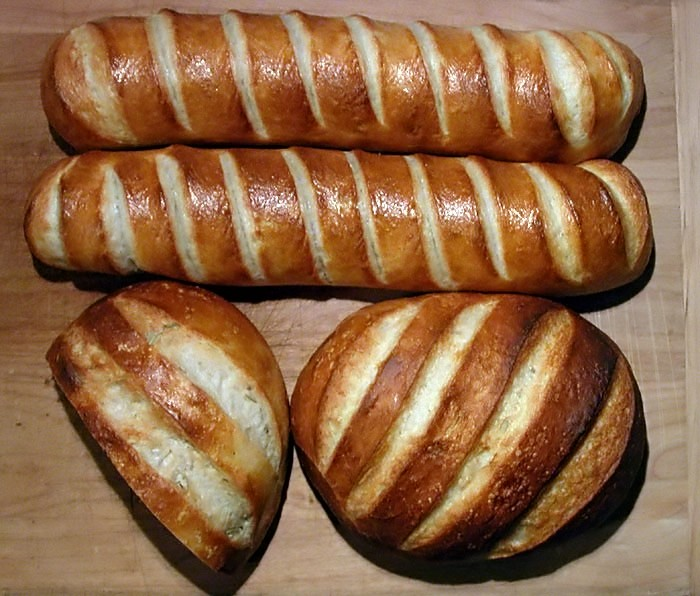
Bốn ổ bánh mì
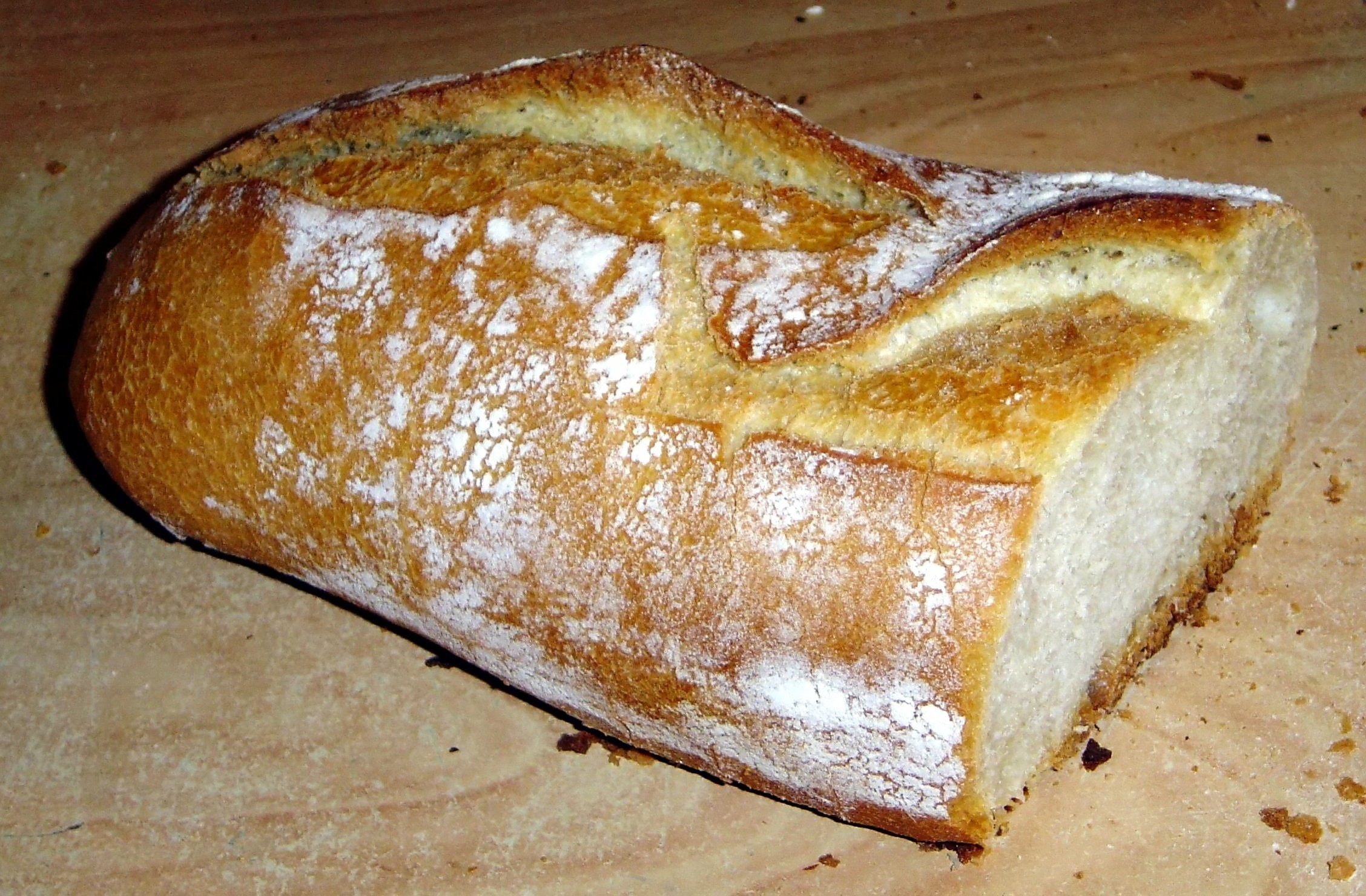
Một loại bánh mì Pháp
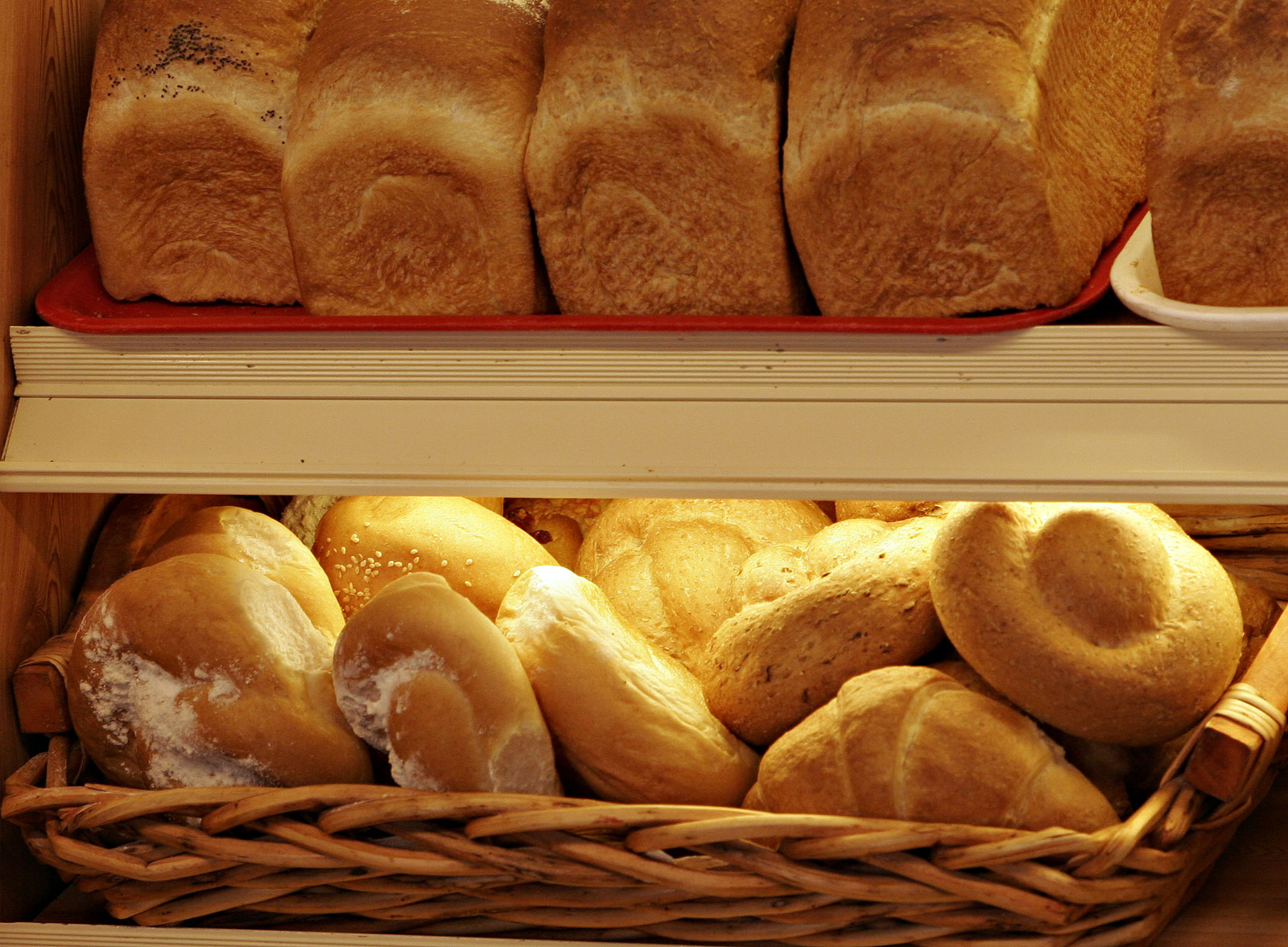
Bánh mì tại một nhà làm bánh
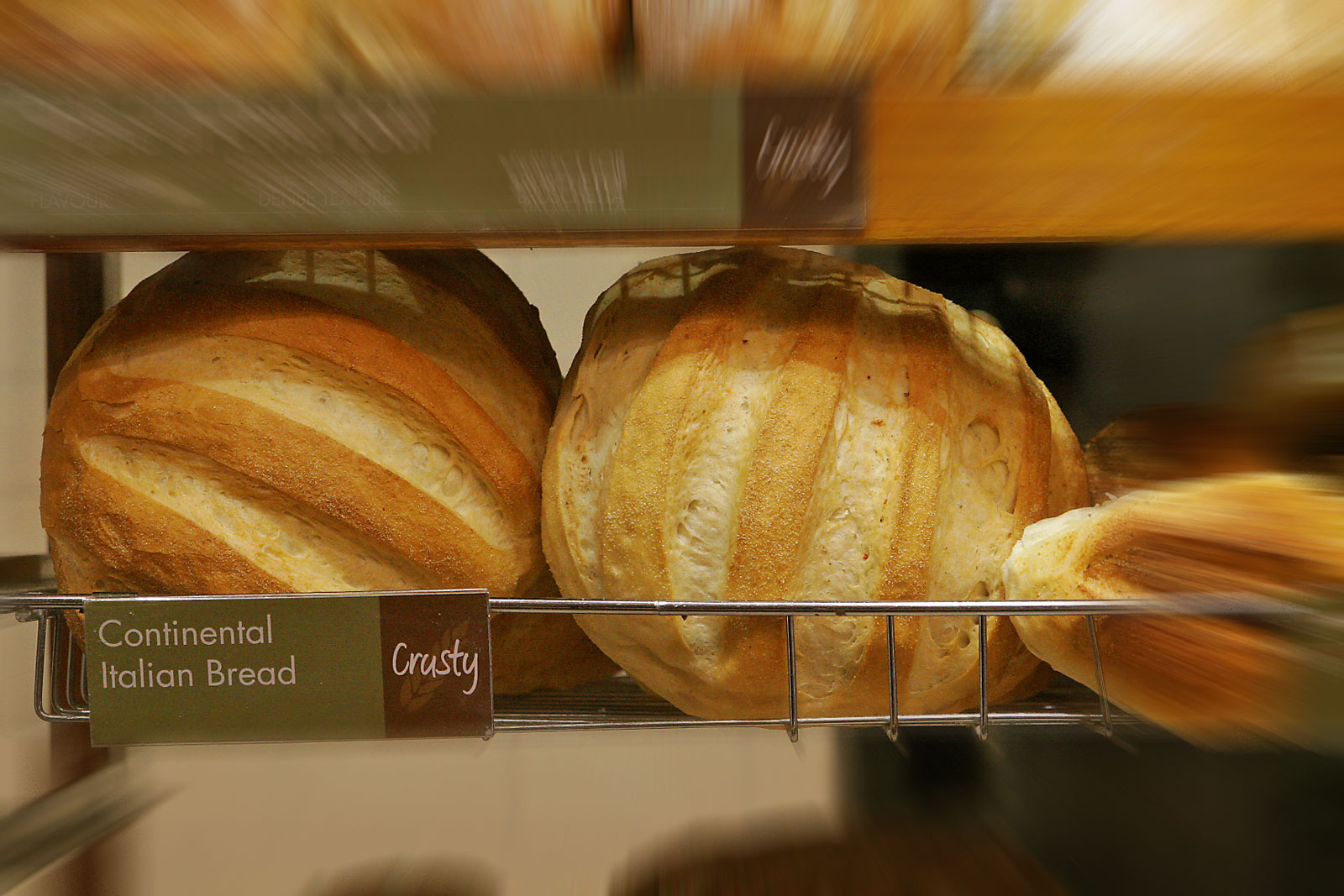
Một loại bánh mì Ý
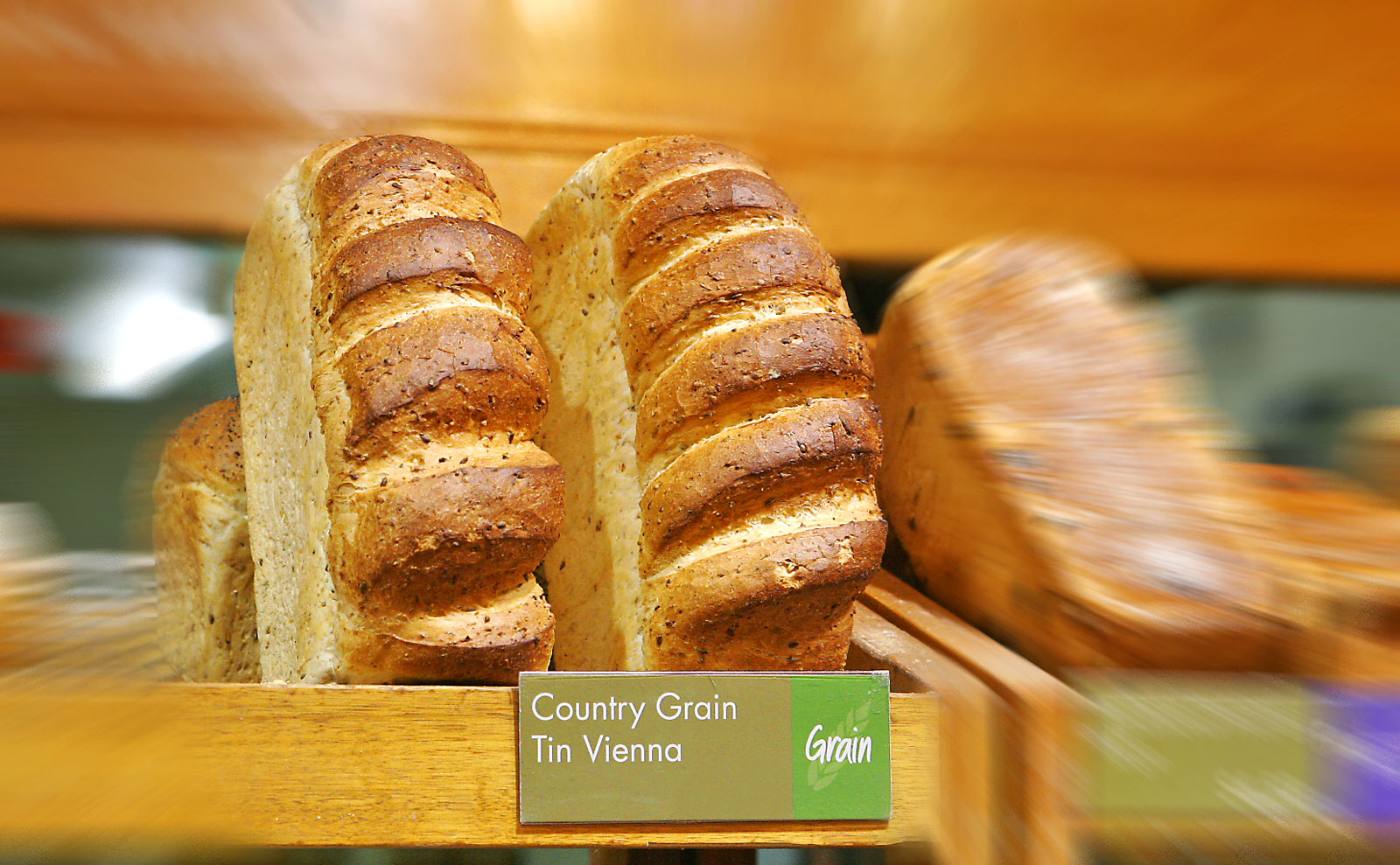
Bánh mì kiểu Wien
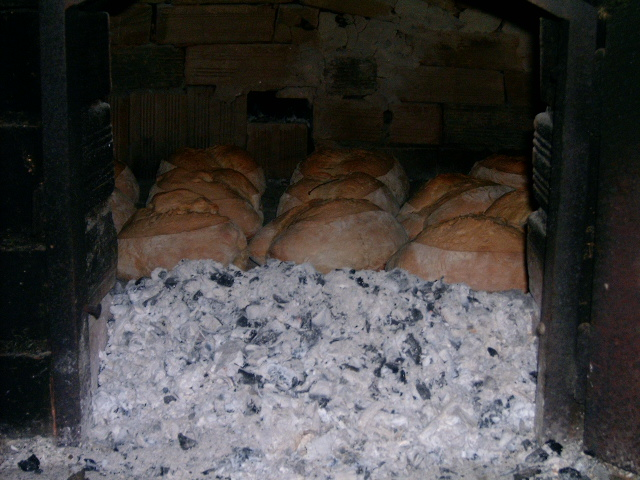
Bánh mì trong một lò nướng truyền thống
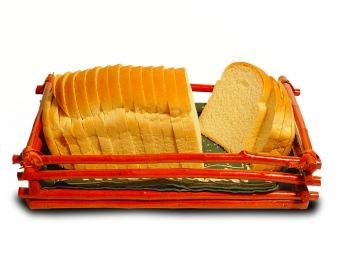
Lát bánh mì-Bánh mì được cắt sẵn (thông dụng tại Bắc Mỹ)
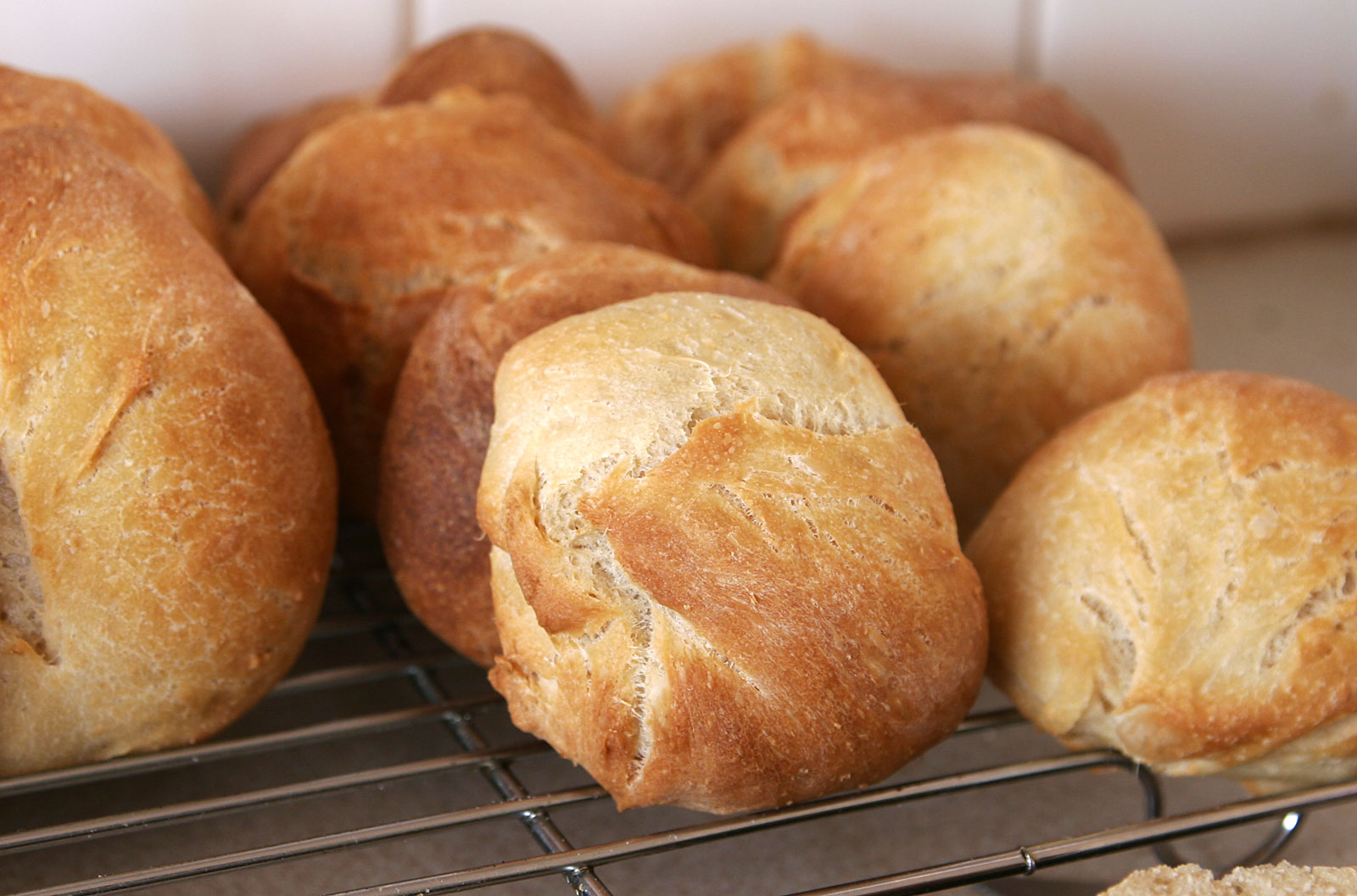
Bánh mì dùng trong các bữa ăn
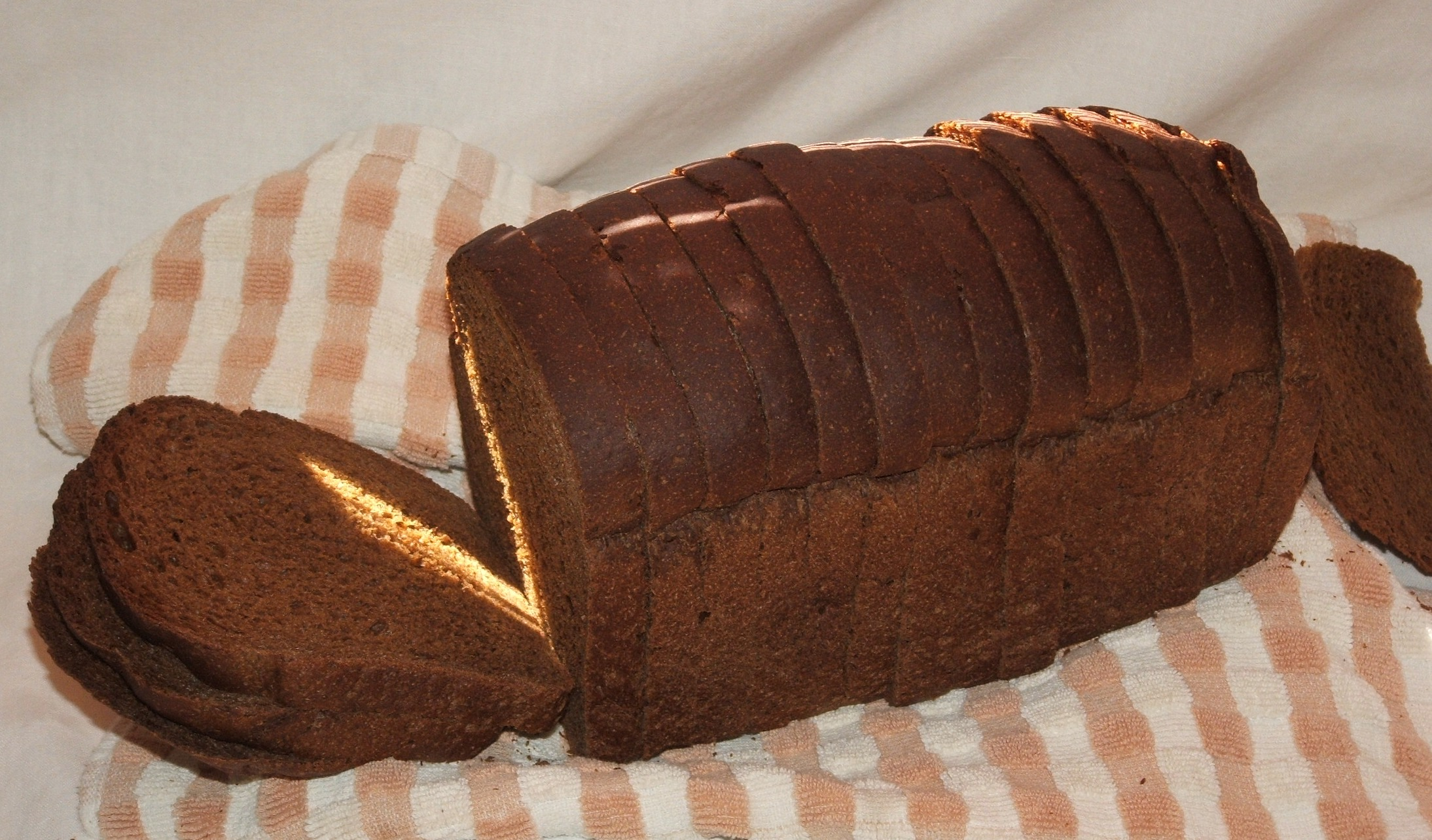
Bánh mì đen
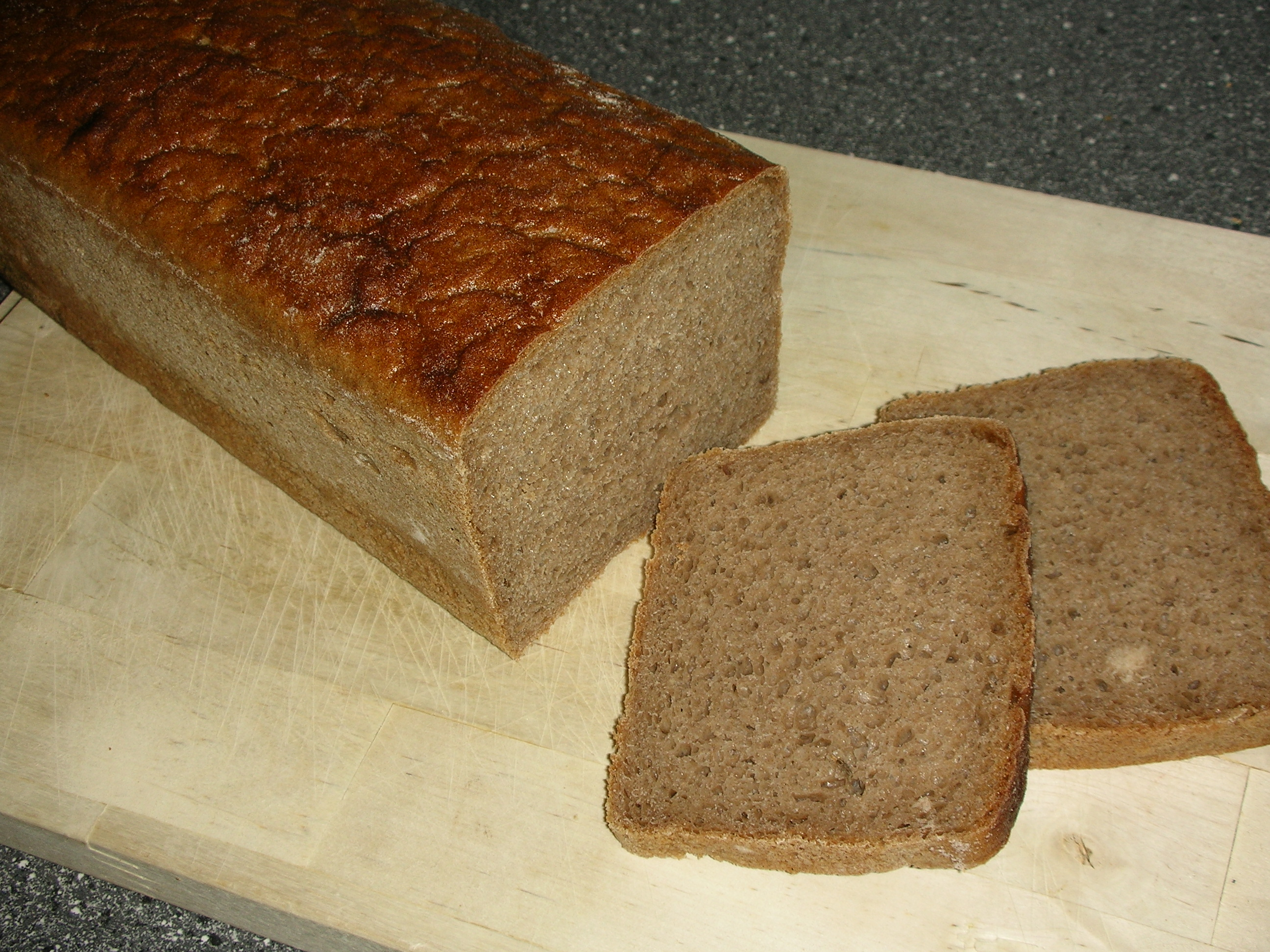
Bánh mì nâu
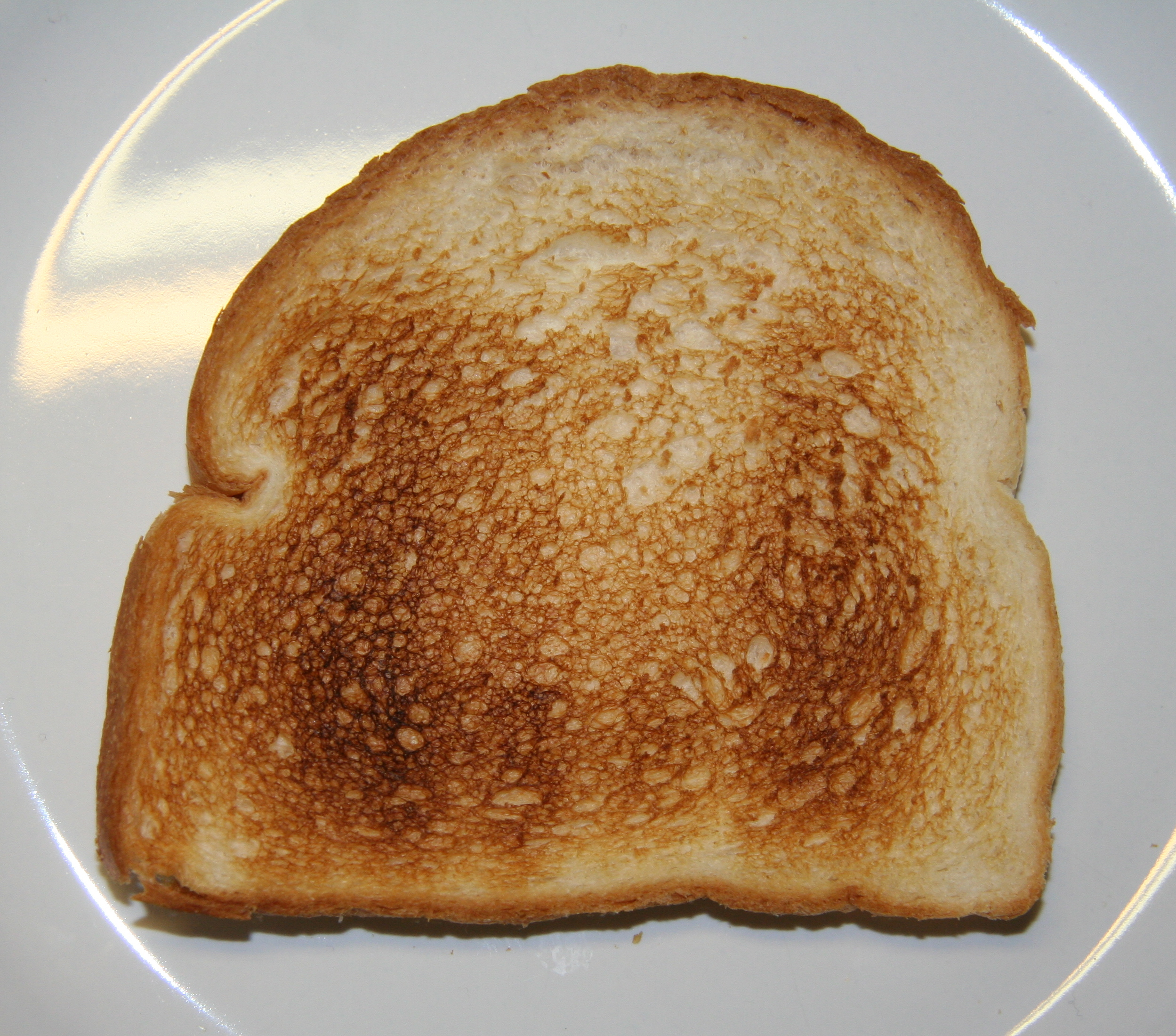
Bánh mì nướng (toast)
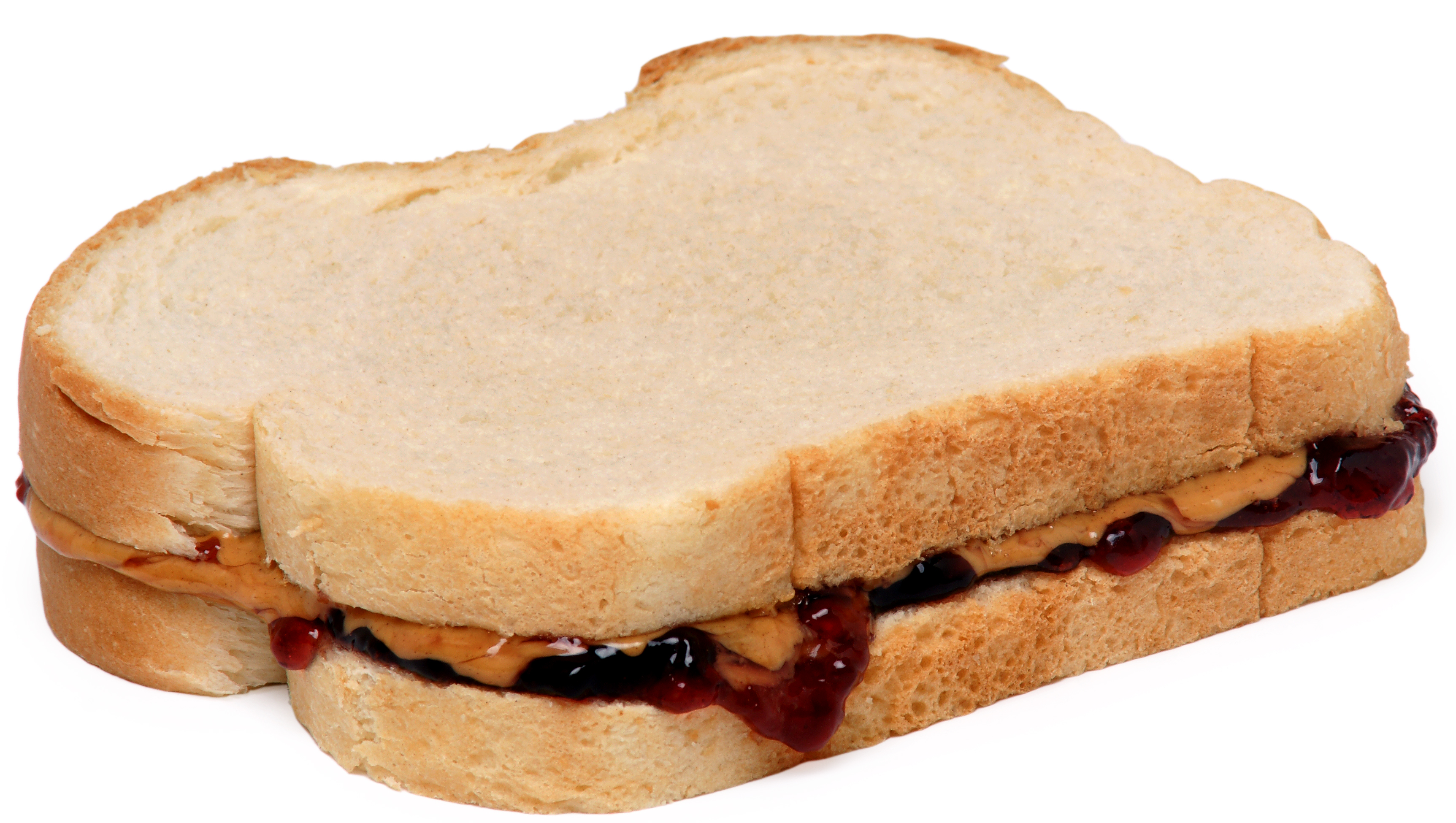
Bánh mì kẹp (Sandwich)
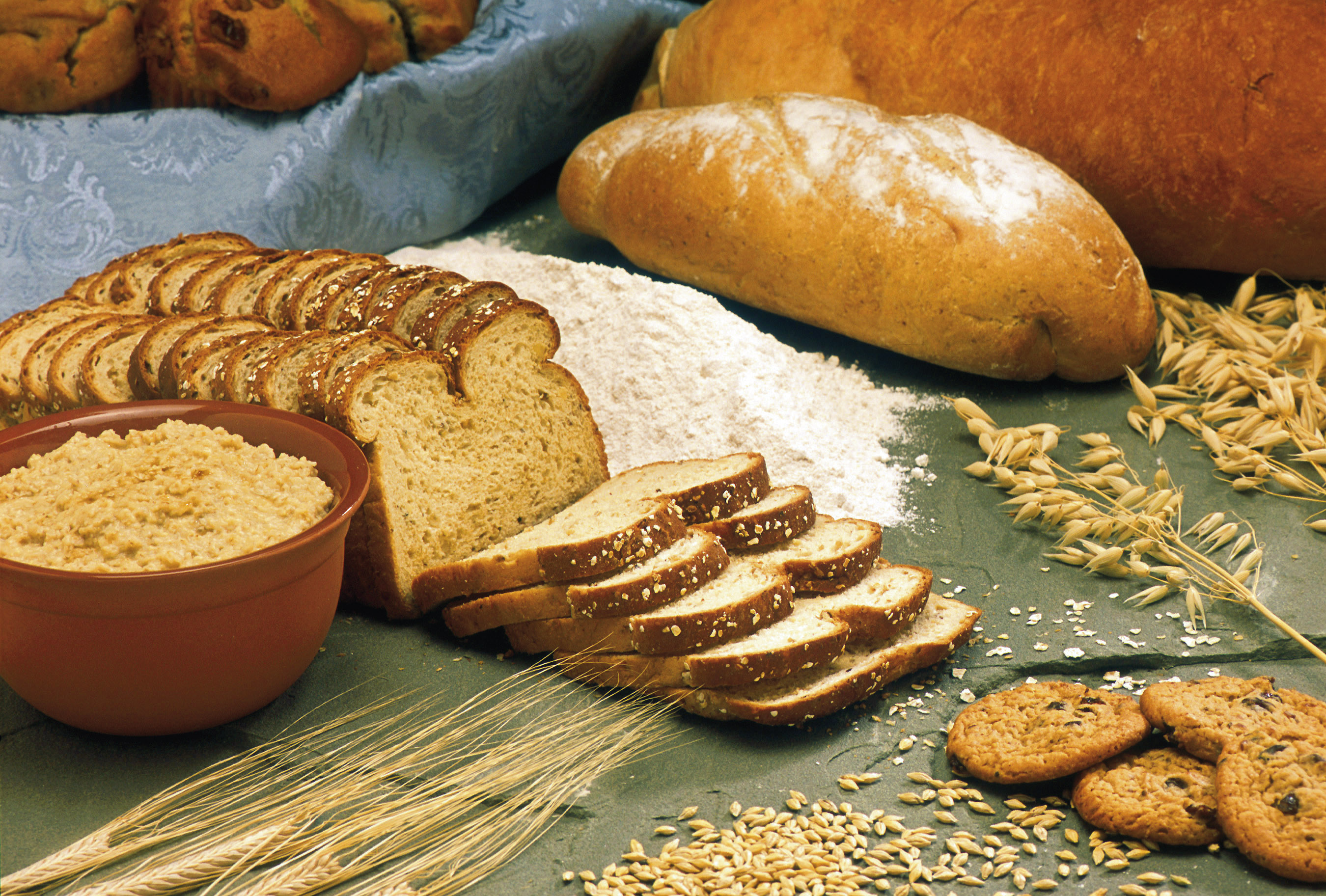
Một loại bánh mì với hạt ngũ cốc

## Các loại bánh mì
- Bánh mì gạo
- Bánh mì kẹp (sandwich)
- Bánh mì kiểu Việt Nam (Bánh mì Sài Gòn)
- Bánh mì Pháp
- Bánh mì trắng
- Bánh mì nâu
- Bánh mì đen
- Bánh mì lát